# Eric Mathoho
Mulomowandau Eric Mathoho (Thohoyandou, 1 de março de 1990) é um futebolista sul-africano que atua como zagueiro. Atualmente está sem clube.

## Carreira
Eric Mathoho fará parte do elenco da Seleção Sul-Africana de Futebol nas Olimpíadas de 2016.